# Pinacoteca civica di Foligno
La Pinacoteca civica di Foligno è considerato il museo più importante di Foligno ed espone in 8 sale opere di artisti, principalmente locali ma noti, dal XIV al XIX secolo.

## Sede
La sede del museo è lo storico Palazzo Trinci, appartenuto alla signoria folignate dei Trinci e decorato da splendidi affreschi, in gran parte quattrocenteschi, di vari artisti, fra cui Gentile da Fabriano e Ottaviano Nelli.
È divisa in tre sezioni: opere del Trecento (ospitate in 4 sale), opere del Quattrocento (ospitate in 2 sale) e opere dal Cinquecento in poi (in 2 sale).

## Storia
Il museo nacque nel 1870, quando dopo l'Unità d'Italia molte chiese non furono più officiate e alcune furono distrutte. Per salvaguardare il patrimonio artistico di Foligno, si decise di staccare gli affreschi delle chiese cittadine e collocarli nell'ex-monastero di Santa Maria in Betlem. Inizialmente quindi, il museo era più piccolo e ospitava solo affreschi del XIV e XV secolo, e alcuni del XVI secolo. 
Fu sistemato a Palazzo Trinci nel 1935 e vi confluirono molte altre opere in seguito, tra cui quelle di Niccolò di Liberatore detto l'Alunno.

## Percorso espositivo

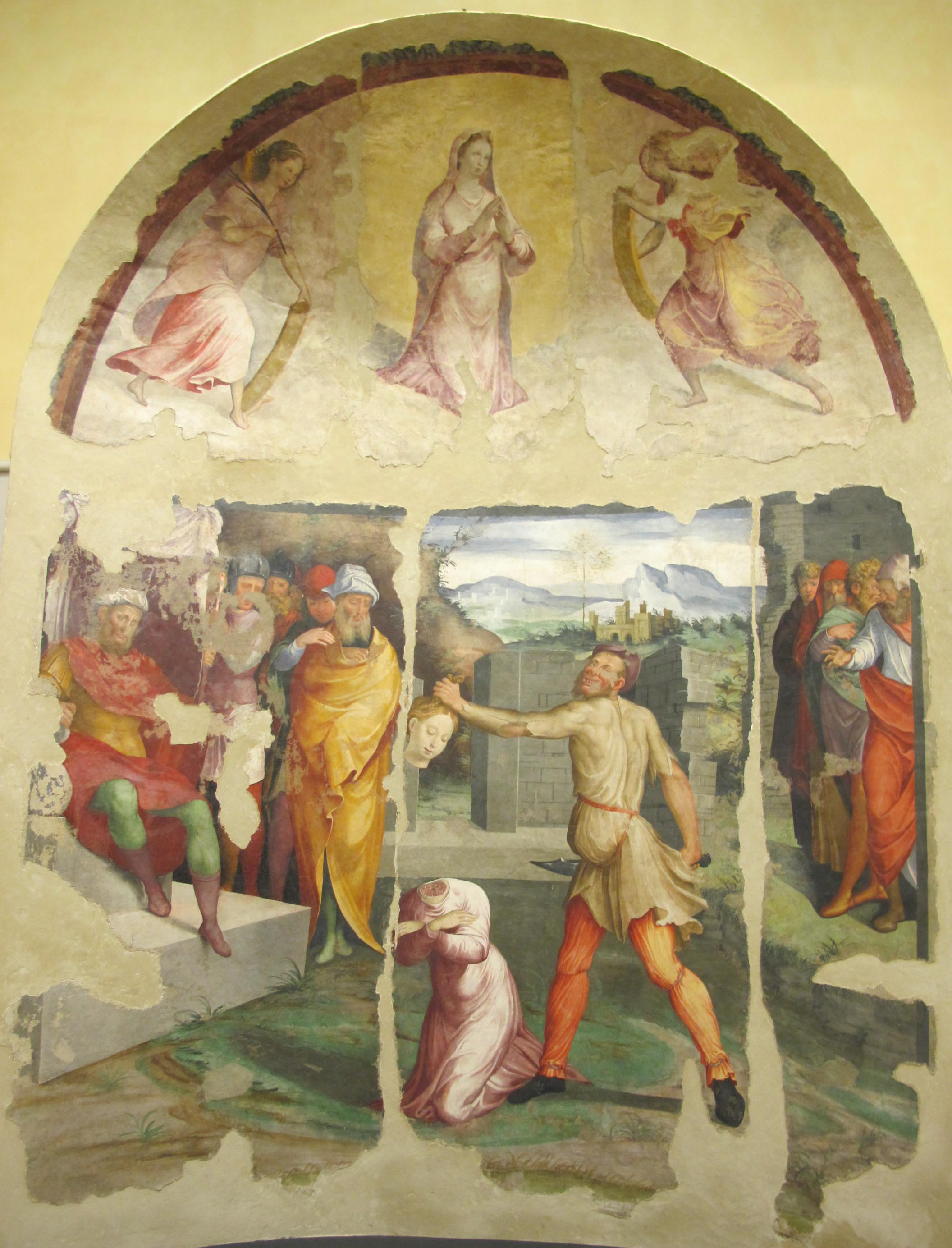
Dono Doni, Martirio e gloria di santa Caterina, 1550 circa

Il museo documenta la pittura umbra e in particolare folignate tra in XIV e il XVI secolo.

### Sala 1
- affreschi con Storie della Passione (ignoto, XIV secolo)

### Sala 2
- affreschi: Deposizione, Resurrezione, Pia Donna, Santa e Donne (ignoto, XIV secolo)

### Sala 3
- Cristo in Pietà (ignoto, fine XIV secolo)
- Santa Caterina d'Alessandria (ignoto, fine Trecento)
- Trinità (ignoto, fine Trecento)
- Santi Lorenzo e Paolo (ignoto, fine Trecento)
- Due angeli e committente (ignoto, fine Trecento)
- Santa Margherita (ignoto, fine XIV secolo)
- Santi Antonio Abate ed Elena (ignoto, fine XIV secolo)
- Santa Caterina d'Alessandria (ignoto, fine XIV secolo)

### Sala 4
- Crocifissione e san Francesco (ignoto, inizi XV secolo)
- Sant'Antonio Abate (ignoto, XV secolo)
- Vergine Incoronata da Angeli (ignoto, XV secolo)
- La Vera Croce (ignoto, XIV secolo)

### Sala 5
- Santa Caterina d'Alessandria (ignoto, prima metà XV secolo)
- Annunciazione (attr. Andrea di Cagno, inizi Quattrocento)
- Madonna del Latte (Giovanni Mazzaforte, prima metà XV secolo)
- San Benedetto riceve il cibo da un monaco (ignoto, prima metà XV secolo)
- San Giovanni Battista (ignoto, seconda metà XV secolo)
- Salita al Calvario (Giovanni Mazzaforte, 1428)
- Crocifissione (Giovanni Mazzaforte, 1428 circa)
- Madonna della Misericordia (Giovanni Mazzaforte, 1428 c.)
- Madonna con bambino in trono (Giovanni Mazzforte, 1428 c.)

### Sala 6
- Polittico di San Salvatore (Bartolomeo di Tommaso, 1432 c.)
- Martirio di Santa Barbara (Bartolomeo di Tommaso, 1432)
- Madonna di Loreto (Bartolomeo di Tommaso, 1432)
- Santo Francescano e committetenti (Bartolomeo di Tommaso, 1432)
- Madonna in trono tra angeli e santi (Pierantonio Mezzastris, seconda metà XV secolo)
- Madonna e San Simeone (Pierantonio Mezzastris, seconda metà XV secolo)
- Crocifissione e Santi (Pierantonio Mezzastris, seconda metà XV secolo)
- Vergine incoronata (Pierantonio Mezzastris, seconda metà XV secolo)
- Madonna con Bambino e Santi (Pierantonio Mezzastris, seconda metà XV secolo)
- Madonna e Santi (Pierantonio Mezzastris, seconda metà XV secolo)
- Angelo annunziante (Benozzo Gozzoli, seconda metà XV secolo)
- Madonna con Bambino (Ignoto, seconda metà XV secolo)
- Cristo in pietà e angeli (Niccolò Alunno, seconda metà XV secolo)
- Stendardo processionale bifacciale (Niccolò Alunno, seconda metà XV secolo)
- Stimmate di San Francesco (Niccolò Alunno, databile forse ai primi anni novanta del Quattrocento), proveniente dal Monastero di Santa Lucia.[1]
- I profeti Isaia, Geremia, Daniele ed Ezechiele (Niccolò Alunno assieme al figlio Lattanzio, predella di pala ignota o dispersa dipinta per la chiesa di Santa Maria delle Grazie, poi San Filippo Benizi di Todi, firmata e datata 1491). La qualità dell'opera è evidente nelle figure dei profeti rese con notevole verità naturalistica, con intensità espressiva e con ricchezza di dettagli[2].
- San Michele (Lattanzio figlio di Niccolò Alunno, XV-XVI secolo)
- San Rocco e il committente (Lattanzio figlio di Niccolò Alunno, 1497)
- copia del Trittico di Camerino (Carmine Palmieri, 1932)

### Sala 7
- Madonna di Loreto e Pietà (attr. Ugolino di Gisberto, fine XV secolo)
- Madonna e Angeli (attr. Ugolino di Gisberto, fine Quattrocento)
- Madonna e committente (attr. Ugolino da Gisberto, fine Quattrocento)
- Madonna con Bambino e Santi (attr. Ugolino di Gisberto, fine Quattrocento)
- Pietà e Madonna con Bambino (ignoto, seconda metà XV secolo)

### Sala 8

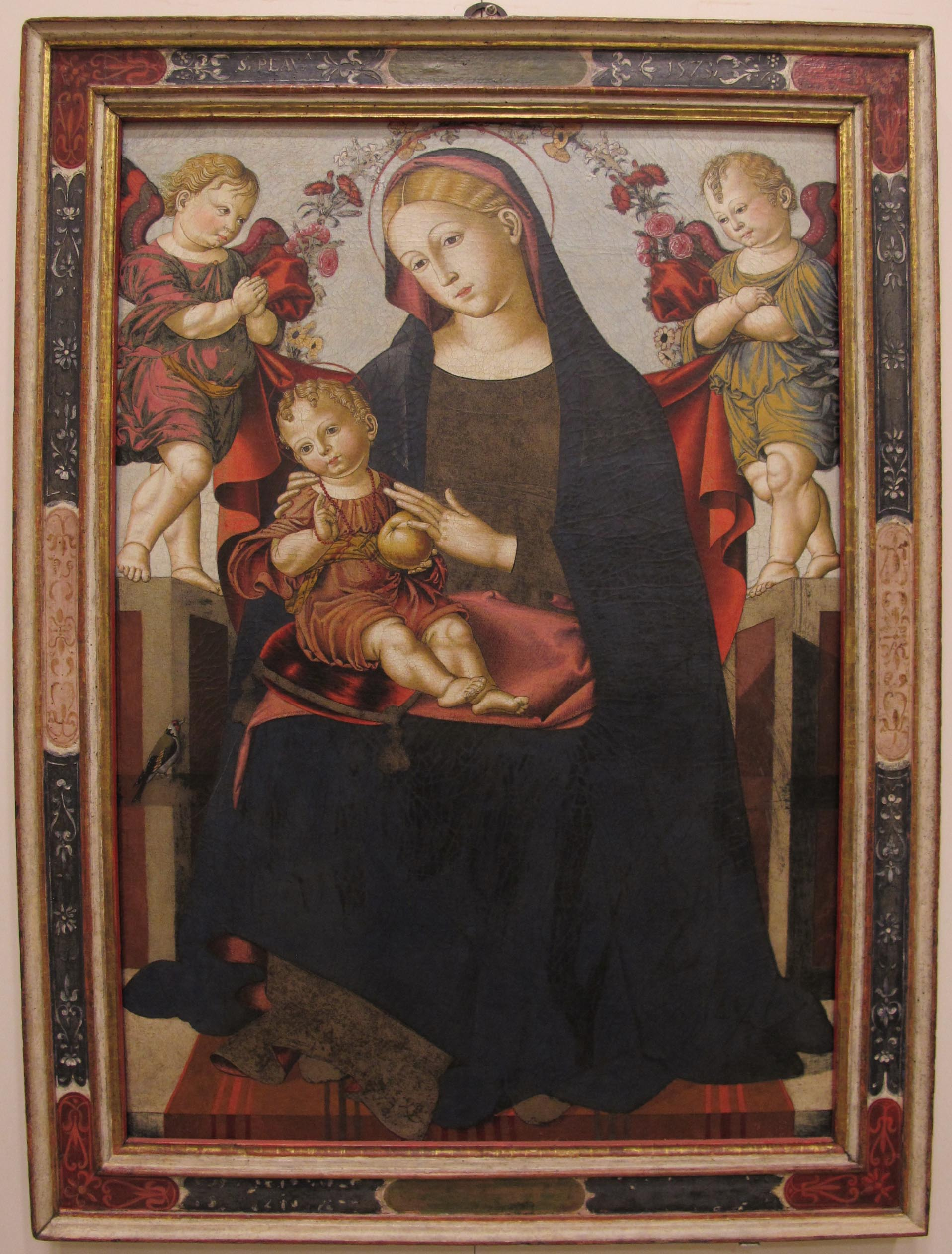
Bernardino di Mariotto, Madonna col Bambino in trono e angeli, da Santa Lucia, 1550 ca.

- Veduta di Foligno (Ascensidonio Spacca, XVII secolo)
- copia di Madonna di Foligno (Enrico Bartolomei, 1838)
- Madonna con Bambino e Santi (Feliciano de' Muti, prima metà XVI secolo)
- Sant'Amico (attr. Bernardino Mezzastris, XVI secolo)
- Pietà e Santi (Bernardino Mezzastris,1543)
- Sant'Agostino in preghiera (attr. a Lattanzio figlio di Niccolò Alunno, XVI secolo)
- Madonna in trono e Angeli (attr. Bernardino di Mariotto, XVI secolo)
- Madonna con bambino (ignoto, prima metà XVI secolo)
- Adorazione dei Magi (metà XVI secolo)
- San Bartolomeo (inizi XVI secolo)
- Martirio di Santa Caterina (Dono Doni, XVI secolo)
- Natività (ignoto,XVI secolo)
- Madonna e Santi (ignoto,XVI secolo)

## Museo archeologico
Annesso alla pinacoteca è il museo archeologico che in gran parte è costituito dalla collezione archeologica dei Trinci, comprendente numerosi reperti romani ed umbri.